# 명륜동 (안동시)
명륜동(明倫洞)은 대한민국 경상북도 안동시의 동이다. 동 주민센터는 정백이골길 6에 있다. 명륜동에는 안동시청이 있다.

## 연혁
- 1914년 3월 1일 : 안동군 안동면 안막동
- 1931년 4월 1일 : 안동읍 승격으로 안막동을 분할하여 명륜정1정목, 명륜정2정목, 안막정 설치
- 1947년 1월 1일 : 일본식 동 명칭의 우리식 개정으로 명륜동, 신안동, 안막동이 되었다.
- 1963년 1월 1일 : 안동시 승격으로 명륜동, 안막동 설치
- 1997년 7월 1일 : 과소동 통폐합으로 명륜동과 안막동이 통합하여 명륜동이 되었다.

## 법정동
| 행정동 | 법정동         | 설명 |
| ------ | -------------- | --- |
| 명륜동 | 명륜동(明倫洞) | 1931년 안동읍제 실시에 따라 안막동(安幕洞)의 일부를 분할해 이곳에 있는 명륜당의 이름을 따서 명륜정1정목이라고 하다가 1947년 명륜동으로 개칭하였다. 명명의 유래가 된 명륜당은 안동향교에 있었는데, 향교가 있던 터는 안동에서 유명한 명당자리이다. 현재는 시청이 들어서 있다. |
| 명륜동 | 신안동(新安洞) | 조선 후기 안동부 서부에 속하였다. 1914년 행정구역 통폐합에 따라 안막동(安幕洞)에 편입되었다가 1931년 안동읍제 실시에 따라 일본식 지명인 명륜정2정목(明倫町2丁目)이 되었다. 1947년 일제 잔재 청산의 일환으로 안막동에서 분리·독립되어 신안동이 되었고, 1963년 안동읍이 시로 승격함에 따라 안동시 신안동이 되었다. 신안이란 지명은 새로 독립되었다는 데 연유한다.                                                                              |
| 명륜동 | 안막동(安幕洞) | 조선 후기 안동부 서부에 속한 지역으로 안막골 또는 안막곡이라 하였다. 1914년 7월 행정구역 통폐합에 따라 며질리를 통합하여 안막동이 되었다. 1931년 안동읍제 실시에 따라 안막동을 일본식 지명인 안막정(安幕町), 명륜1~2정목(明倫1~2丁目)으로 분할하였다. 1947년 일제 잔재 청산의 일환으로 안막정이 안막동으로 되었고, 1963년 안동읍이 시로 승격함에 따라 안동시 안막동이 되었다.안막이란 지명은 안효자의 시묘막(侍墓幕)이 있었다는 데 연유한다. |
| 명륜동 | 상아동(象牙洞) | 조선 후기 안동부 부내면(府內面)에 속한 지역으로 상아골이라 하였다. 1914년 행정구역 통폐합에 따라 안막동(安幕洞)에 편입되었다가 1947년 행정구역 변경으로 안막동 일부를 분할하여 상아동이 되었다. 1963년 안동읍이 시로 승격함에 따라 안동시 상아동이 되었다. 상아란 지명은 지형이 상아처럼 생겼다는 데 연유한다. |

## 교육 기관
- 경일고등학교
- 길원여자고등학교
- 대구교육대학교 안동부설초등학교

## 주요 기관
- 안동시청
- 한국가스안전공사 경북북부지사

## 교통
- 서지역 (2020년 12월 16일 폐역)
- 국도 제35호선